# Mikio Andō
Mikio Andō (jap. 安藤 美紀夫, Andō Mikio, wirklicher Name: Andō Ichirō 安藤 一郎; * 12. Januar 1930 in Kyōto; † 17. März 1990) war ein japanischer Kinderbuchautor,  Literaturkritiker und Hochschullehrer.

## Leben
Mikio Andō studierte italienische Literatur an der Universität Kyōto und arbeitete nach seinem Abschluss zunächst als Lehrer an einer Oberschule in Hokkaidō. Von 1957 an veröffentlichte er Übersetzungen italienischer Kinderbuchliteratur, darunter beispielsweise Werke von Gianni Rodari. Er begann im Verlaufe seiner Übersetzungstätigkeit selbst zu schreiben und debütierte 1961 mit Shiroi risu (白いりす, weißes Eichhörnchen), wofür er den Kulturpreis des Sankei Kinderbuchverlages (産経児童出版文化賞, Sankei Jidō Shuppan Bunkashō) erhielt. 1973 erhielt er für Dendenmushi keiba (でんでんむしの競馬, Schneckenrennen) den Hans Christian Andersen-Preis, den Noma-Kinderliteraturpreis (野間児童文芸賞, Noma Jidō Bungeishō) und den Preis der Gesellschaft japanischer Kinderbuchautoren (日本児童文学者協会賞, Nihon Jidō Bungakusha Kyōkaishō). Seit 1974 lehrte er an der japanischen Frauenuniversität.

## Werke (Auswahl)

### Kinderbücher
- 1961 Shiroi risu (白いりす)
- 1966 Poiyaumbe monogatari (ポイヤウンベ物語)
- 1966 Sōgen no minashiko (草原のみなし子)
- 1968 Hi o fukuyama to ōii numa (ひをふくやまとあおいぬま)
- 1972 Dendenmushi keiba (でんでんむしの競馬)

### Übersetzungen
- 1958 Emilio Salgari Kuroi kaizoku (黒い海賊, dt. Der Schwarze Korsar)
- 1963 Carlo Collodi Pinokkio (ピノッキオ, dt. Pinocchio)
- 1963 Edmondo De Amicis Kuore (クオレ, dt. Cuore)
- 1966 Elsa Morante Katerīna no fushigina tabi (カテリーナのふしぎな旅, Original: Le straordinarie avventure di Caterina)
- 1967 Gianni Rodari Jappu-kun uchū e to bidasu (ジップくん宇宙へとびだす, Original: Gip nel televisore. Favola in orbita)
- 1968 Italo Calvino Marukovaruto san no shiki (マルコヴァルドさんの四季, Original: Marcovaldo ovvero le stagioni in città, dt. Marcovaldo oder Die Jahreszeiten in der Stadt)
- 1985 Gianni Rodari Usotsuki kuni no jerusomīno (うそつき国のジェルソミーノ, Original: Gelsomino nel paese dei bugiardi, dt. Gelsomino im Lande der Lügner)